# Fontaine-lès-Hermans
Fontaine-lès-Hermans is een gemeente in het Franse departement Pas-de-Calais (regio Hauts-de-France) en telt 104 inwoners (2009). De plaats maakt deel uit van het arrondissement Arras.

## Geografie
De oppervlakte van Fontaine-lès-Hermans bedraagt 3,9 km², de bevolkingsdichtheid is dus 26,7 inwoners per km².
De onderstaande kaart toont de ligging van Fontaine-lès-Hermans met de belangrijkste infrastructuur en aangrenzende gemeenten.

## Demografie
Onderstaande figuur toont het verloop van het inwonertal (bron: INSEE-tellingen).